# Hierologia
Hierologia (do grego ιερος, hieros, "sagrado" ou "santo", + λογος, logos, "palavra" ou "razão") refere-se à análise e explicação fundamentada através discurso do sagrado ou das tradições religiosas dos povos de qualquer tempo ou lugar que tenta conciliar fé com razão. Ela refere-se especialmente a especulações filosóficas e religiosas que envolvem as tradições de múltiplas culturas ou sistemas de crença. Difere da teologia em que um deus ou deuses não são necessariamente um foco e, na medida em que podem incluir fontes com origem em qualquer religião ou filosofia ocidental.